# Mutuelle des architectes français assurances
Pour les articles homonymes, voir MAF.
La Mutuelle des Architectes Français assurances (MAF) est une société mutuelle d'assurance ayant son siège social à Paris ; elle propose des produits spécialisés destinés aux concepteurs de bâtiments.

## Historique
La MAF est créée en 1931,, en réponse à un besoin des architectes de garantir leur responsabilité décennale de constructeur : ils répondent en effet sur leur propre patrimoine aux mises en cause lors de la perte des édifices qu’ils ont conçus et ne trouvent pas d'assureur s'intéressant à ce risque. La MAF devient leur partenaire historique et assure jusqu'en 1945 des architectes exerçant leur métier dans le cadre des traditions du XIXe siècle : les bâtiments sont destinés à des clients particuliers et construits pour durer, par des ouvriers qualifiés et entrepreneurs connus.
Il faut attendre 1937 pour que la Mutuelle créée par l’Association Provinciale des Architectes devienne la Mutuelle des Architectes Français et s’installe au 116 boulevard Raspail à Paris.
L’après-guerre est une période de reconstruction, avec une évolution des techniques et une forte croissance des volumes de travaux : les bâtiments collectifs sont construits plus vite avec des matériaux moins solides, et le nombre croissant d’intervenants dans la construction éloigne les acquéreurs de l’architecte. 
Dans le même temps, la loi fait bouger les lignes. Le 31 décembre 1940, les parlementaires votent une loi ayant valeur de certificat de naissance pour l’Ordre des Architectes. Le décret du 24 Septembre 1941, complété par celui du 21 mai 1943 codifie quant à lui, les devoirs professionnels des architectes. Désormais, ils sont tenus à une obligation d’assurance « contre toutes les conséquences de leurs responsabilités professionnelles ».
L'ampleur des litiges amène la jurisprudence à développer la notion d'Obligation in solidum : pour l’ensemble des dommages subis par leurs clients, les architectes sont susceptibles d'être recherchés en priorité. En conséquence, la MAF connaît une forte croissance ; elle crée son propre réseau d'experts en 1958 et, à partir de 1976, adapte ses statuts aux autres concepteurs de la construction (ingénieurs, économistes, architectes d'intérieur, paysagistes) et diversifie ses produits.

## Un cadre législatif en mouvement perpétuel
De 1977 à 1982, plusieurs réformes législatives modifient sensiblement le régime d’assurance et de responsabilité de l’ensemble des participants à l’acte de construire :
- La loi du 3 janvier 1977 sur l’architecture consacre l’obligation pour les architectes d’assurer toutes leurs responsabilités professionnelles.
- La loi du 4 janvier 1978 (dite Spinetta) étend l’obligation d’assurance, limitée à la décennale, à tous les participants à l’acte de construire (maîtres d’ouvrage, entrepreneurs, ingénieurs, contrôleurs techniques). Cette réforme s’accompagne d’une modification du régime d’assurance construction – géré depuis près de 30 ans en répartition – par la mise en place du système de capitalisation, entrainant la création du fonds de compensation, alimenté par une taxe répercutée par la MAF à hauteur de 25.5% sur la cotisation d’assurance professionnelle.
Pour aller dans le sens de ces nouvelles lois, la MAF adapte ses garanties :
- Augmentation du plafond de garantie à 10 millions de francs pour les sinistres engendrés par les chantiers soumis à la nouvelle loi.
- Maintien de la garantie décennale pour les adhérents ou les héritiers, en cas de décès ou de cessation d’activité, et de la gratuité de la couverture de la responsabilité autre que décennale.

## Création du GEAAC
La MAF fonde le Groupement européen pour l'assurance des architectes et des concepteurs (GEAAC) en 1992, afin de disposer d'un organe de participation aux débats menés au niveau de l'Union européenne. Le développement sur la scène internationale (Espagne, Allemagne, Autriche, Belgique, Luxembourg) est relayé en 2000 par la création de la filiale EUROMAF.
En 2015, la MAF comptait 24 128 adhérents, soit environ 80 % de la profession. En 2017, la MAF déménage de son siège social historique rue de l’Amiral-Hamelin dans le 16e arrondissement de Paris.

## Organisation de la mutuelle
La MAF est une société à forme mutuelle, dont le siège social est au 189 Boulevard Malesherbes dans le 17ème arrondissement parisien. Elle est administrée par douze administrateurs architectes et deux administrateurs salariés, et un comité de Direction sous la direction d’un directeur général.

## Syndicat et groupement professionnel
La MAF est adhérente aux organisations sectorielles suivantes : 
- AMICE (Association des assureurs mutuels et coopératifs en Europe) (Association of Mutual Insurers and Insurance Cooperatives in Europe)  :
  - L'association des assureurs mutuels et des coopératives d’assurance en Europe (créée par la fusion de deux associations représentatives de ce secteur, l’ACME & l’AISAM).
- FFSA (Fédération Française des Sociétés d'Assurances) :
  - Elle réunit sociétés anonymes, sociétés d'assurance mutuelle et succursales de sociétés étrangères pratiquant l'assurance et la réassurance.
- ROAM (Réunion des organismes d'assurance mutuelle)
  - L'association au service des Sociétés d'Assurance Mutuelle (SAM) depuis plus de 150 ans.

## Filiales de la MAF
- EUROMAF, filiale créée en 2000 pour assurer les ingénieurs et architectes européens : la MAF détient 100 % de son capital
- EUROMAF Ré, société de réassurance, détenue par la MAF à 92,5 %.
- MAF Conseil (précédemment connue sous le nom SCAB [Société de courtage de l'assurance du bâtiment]), détenue à 100% par la MAF.
- AIA, détenue à 100 % par la MAF, et AFB détenue à 100 % par AIA, deux sociétés de courtage qui opèrent en Allemagne.